# Ferroceniumtetrafluorboraat
Ferroceniumtetrafluorboraat is een organometaalverbinding met de formule [Fe(C5H5)2]BF4. Dit zout bestaat uit het kation [Fe(C5H5)2]+ en het anion (BF4−). Het verwante hexafluorfosfaat heeft vergelijkbare eigenschappen. Het kation wordt vaak afgekort tot Fc+. De verbinding heeft een donkerblauwe kleur en is paramagnetisch.
Ferroceniumzouten worden soms toegepast als één-elektronoxidatoren. Het reactieproduct, ferroceen, is vaak eenvoudig van de andere reactieproducten te scheiden. Het ferroceen/ferrocenium-koppel wordt in de elektrochemie toegepast als referentie-elektrode. In acetonitril heeft (met naast ferrocenium en ferroceen 0,1 mol/L NBu4PF6) het koppel Fc+/0 een E°-waarde van +0,641 V ten opzichte van de standaard-waterstofelektrode.

## Synthese
Hoewel de verbinding commercieel leverbaar is, is oxidatie van ferroceen met nitrosyltetrafluoroboraat op laboratoriumschaal een alternatief.